# Фиваида (пьеса)
«Фиваида, или Братья-враги» (фр. La thebaïde, ou les frères ennemis) — первая трагедия французского драматурга Жана Расина. Была поставлена на сцене в 1664 году.
В основу трагедии лёг сюжет из древнегреческой мифологии о вражде между двумя сыновьями царя Фив Эдипа — Этеоклом и Полиником. Братья начали борьбу за власть и погибли в поединке. Эту тему разрабатывали Еврипид («Финикиянки»), Сенека («Финикиянки»), Жан Ротру, Пьер Корнель. Расин в предисловии к изданию пьесы 1676 года написал, что главным источником для него стал Еврипид, но исследователи констатируют, что трое остальных авторов явно повлияли на него больше.
«Фиваида» была поставлена труппой Мольера летом 1664 года. Это была первая пьеса Расина, и благодаря её успеху 30-летний автор смог укрепить свою репутацию, в том числе в придворных кругах. Уже в этом произведении проявились ключевые для трагедий Расина особенности: соблюдение принципа «трёх единств», лаконичное изложение сюжета, внимание к психологии персонажей.